# Griva becganxuda
La griva becganxuda (Zoothera marginata) és un ocell de la família dels túrdids (Turdidae).

## Hàbitat i distribució
Habita els boscos de ribera, a l'Himàlaia, al nord-est i est de l'Índia, sud-oest de la Xina, Myanmar, nord-oest, sud-oest i sud-est de Tailàndia, Laos i nord i centre del Vietnam.